# ディール・ブレイク
『ディール・ブレイク』（Borgríki 2、英題：Brave Men's Blood）は、2014年のアイスランドの犯罪アクション映画。
監督はオーラフ・デ・フルール、出演はダリ・インゴルフソンとオーグスタ・エヴァ・アーレンドスドーティルなど。
オーラフ・デ・フルール監督による2011年の映画『Borgríki』の続編で、登場人物や背景などに連続性はあるものの、前作に登場しない人物を主人公とした独立した物語となっている。
本国アイスランドで公開された際には初登場1位のヒットとなり、アイスランドのアカデミー賞とされるエダ賞で作品賞など4部門にノミネートされた。
日本では劇場公開されず、2018年10月3日にトランスワールドアソシエイツからDVDが発売された。

## ストーリー
伝説的な名警察官を父に持つハンネスはアイスランド警察の特殊部隊「武装警察」に志願するが、試験代わりの訓練に落ち、内務調査室に配属されることになる。ある日、かつてはギャングのボスだったが今は落ちぶれて麻薬の密売人となっていたグンナーが、自分を破滅させたセルビア人ギャングのボスであるセルゲイを銃で襲撃しようとして失敗し、逮捕される事件が起きる。警察でグンナーは尋問相手としてハンネスを指名し、ハンネス以外には何も話さないと言い出す。呼び出されたハンネスは、グンナーから麻薬課のトップでハンネスの父親の古くからの友人であるマルゲールがかつてはグンナーと結託していたが今はセルゲイと癒着していると密告する。
ハンネスは武装警察のリーダーであるイヴァルと過去の事件で内勤となっていた女性刑事アンドレアと共に捜査を進める。アンドレアはマルゲールの部下となってマルゲールの身辺を探る。しかし、ハンネスらが自分を調べていることに気づいたマルゲールはその事実をセルゲイに報告すると、セルゲイは部下に命じてハンネスの妻子を車で襲撃する。幸い幼い子供は無事だったが、妻ラグナは瀕死の重傷を負う。何としてでもマルゲールの汚職の証拠を掴みたいハンネスはグンナーから情報を得るためにグンナーに命じられるまま警察が押収した違法薬物を盗み出し、グンナーの弁護士に渡してしまう。一方、セルゲイは妻が妊娠したことで足を洗おうとするが、薬物の取引でトラブルが発生し、妻とお腹の子を守るために危険な仕事を引き受けざるを得なくなる。
アンドレアがハンネスに協力して自分を調べていることを知ったマルゲールがアンドレアをおびき出すと、アンドレアはセルゲイの部下らに惨殺される。ハンネスはマルゲールを激しく責めるが、保身に走ったマルゲールはハンネスに協力してセルゲイを罠にかけることになる。グンナーの情報とマルゲールのしかけた罠によって武装警察はセルゲイらを逮捕することに成功する。逮捕に協力したことでマルゲールは罪に問われることはなかったが、ハンネスから事情を知らされたハンネスの父親らによってマルゲールは激しいリンチを受ける。一方、ラグナはリハビリできるまでに回復したものの、ハンネスはグンナーの指示にしたがって薬物を横流ししたことでグンナーに協力せざるを得なくなる。グンナーは最初からそれを目的にハンネスに目をつけていたのである。出所したグンナーはセルゲイに代わって街を牛耳るボスの座に返り咲き、警察とギャングの癒着はハンネスによって続けられることになる。セルゲイは刑務所からセルビアに住む育ての親である伯父に電話し、妻子が無事であることを確認する。

## キャスト
- ハンネス: ダリ・インゴルフソン（アイスランド語版） - 警察の内務調査室に配属された刑事。
- アンドレア: オーグスタ・エヴァ・アーレンドスドーティル（英語版） - ハンネスに協力する女性刑事。
- グンナー: イングヴァール・E・シーグルソン（アイスランド語版） - 麻薬の売人。元ギャングのボス。
- マルゲール: シグルヅル・シグルヨンソン（英語版） - 警察の麻薬課のトップ。
- セルゲイ: ズラッコ・クリキク - セルビア人ギャングのボス。
- イヴァル: ヒルミル・スナイル・グズナソン（英語版） - 武装警察のリーダー。

## 評価
2015年のエダ賞で4部門（作品賞、撮影賞、音響賞、衣裳デザイン賞）にノミネートされたが受賞はならなかった。